# Diederich Franz Leonhard von Schlechtendal
Diederich Franz Leonhard von Schlechtendal (* 27. November 1794 in Xanten; † 12. Oktober 1866 in Halle (Saale)) war ein deutscher Botaniker. Sein offizielles botanisches Autorenkürzel lautet „Schltdl.“; früher war auch die Abkürzung „Schlechtend.“ in Gebrauch.

## Leben und Wirken

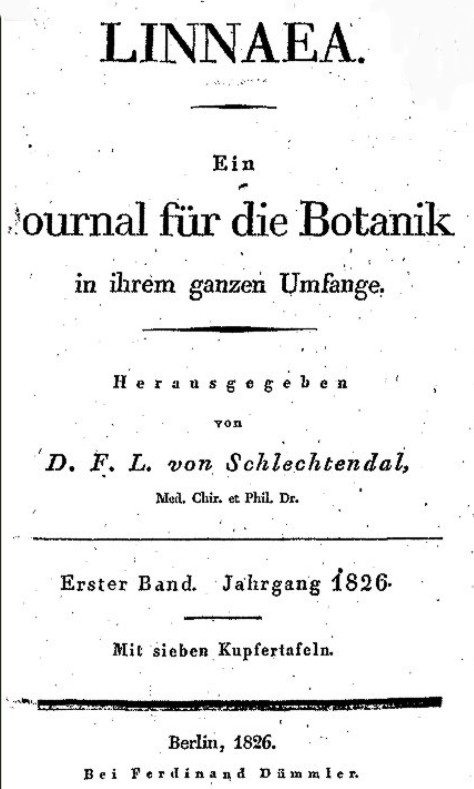

Seine Eltern zogen mit ihm 1798 nach Berlin, wo sein Vater Diederich Friedrich Carl von Schlechtendal (1767–1842) als Stadtgerichtsdirektor und Polizeipräsident tätig war. Nachdem er aufgrund „körperlicher Unbrauchbarkeit“ aus dem Kriegsdienst vorzeitig entlassen worden war, studierte von Schlechtendal in Berlin Medizin, wobei er sich besonders in die „Hilfswissenschaft“ Botanik vertiefte. 1819 wurde er mit der Dissertation Animadversiones botanicae in Ranunculeas Candollii zum Dr. med. promoviert.
Von 1819 bis 1833 war er Kurator des Königlichen Herbariums.
1826 habilitierte er sich als Privatdozent bei der Berliner Philosophischen Fakultät; zuvor wurde ihm von Bonn die Ehrendoktorwürde erteilt. 1827 wurde er zum außerordentlichen Professor ernannt. Ab 1833 war er ordentlicher Professor für Botanik in Halle (Saale) als Nachfolger des 1833 verstorbenen Kurt Sprengel; gleichzeitig wurde er zum Direktor des Botanischen Gartens Halle ernannt. Beide Stellungen behielt er zeitlebens. 1834 wurde er als korrespondierendes Mitglied in die Preußische Akademie der Wissenschaften aufgenommen.
Er gab von 1826 bis 1866 die Linnaea sowie zusammen mit Hugo von Mohl von 1843 bis 1866 die Botanische Zeitung heraus.
Er starb an einer Lungenentzündung.
Einen breiten Raum innerhalb seiner literarischen Tätigkeiten nahm die Beschreibung von Pflanzensammlungen ein, die ihm von Reisenden zugeschickt wurden. Unter anderem beschrieb er Pflanzen aus den Sammlungen von Christian Julius Wilhelm Schiede und Ferdinand Deppe aus Mexiko zwischen 1824 und 1829.

## Familie
Er heiratete Ida Amalie Henriette Klug (1804–1884), Tochter von Johann Christoph Friedrich Klug (1775–1856), einem deutschen Arzt, Entomologen und Direktor des Naturkundemuseums in Berlin. Nach ihr und ihrem Vater benannte Schlechtendal 1833 die Pflanzengattung Klugia Schltdl. aus der Familie der Gesneriengewächse (Gesneriaceae). Das Paar hatte mehrere Kinder:
- Eugen Dietrich Adalbert (1830–1881), Landrat im Kreis Ottweiler
- Antonie (1832–1891)
- Anna Mathilde (* 23. August 1833) ⚭ Richard von Volkmann (* 17. August 1830; † 28. November 1889), Professor der Medizin
- Dietrich Hermann Reinhard (1834–1916),  Botaniker, Entomologe und Paläontologe

## Ehrungen
Die Pflanzengattung Schlechtendalia Less. aus der Familie der Korbblütler (Asteraceae) ist nach ihm benannt worden. Auch die seit 1998 erscheinende botanische Zeitschrift Schlechtendalia, herausgegeben vom „Institut für Geobotanik und Botanischer Garten der Martin-Luther-Universität Halle-Wittenberg“, wurde zu seinen Ehren benannt.

## Schriften (Auswahl)
- Animadversiones botanicae in Ranunculeas Candollii. Sectio prior, Berlin (1819); Sectio posterior, Berlin (1820).
- Flora berolinensis. Dümmler, Berlin 1823–1824. (Digitalisat Band 1 Phanerogamia)
- Adumbrationes plantarum. Fasc. I–V. Dümmler, Berlin 1825–1832. (Fasc. I–IV)
- mit Christian Eduard Langethal, Ernst Schenk: Flora von Deutschland. 24 Bände mit 2400 Tafeln, Jena 1840–1873. 5. Auflage in 30 Bänden von Ernst Hans Hallier 1880–1887.
- Hortus halensis. Schwetschke & Schmidt, Halle 1841–1853. (Digitalisat)